# АЕГ G.III
АЕГ G.III (нем. AEG G.III) је двомоторни, двокрилни, троседи авион бомбардер кога је у току Првог светског рата развила и производила немачка фирма AEG за потребе немачког ваздухопловства.

## Пројектовање и развој
Интензиван развој аеронаутике подстакнут потребама рата довео је до тога да су се и авиони веома брзо побољшавали. Доступност нових снажнијих мотора и нових елиса изазвао је АЕГ  ( AEG - Allgemeine Elektrizitats-Gesellschaft GmbH ) да побољша свој двомоторни бомбардер АЕГ G.II и тако је настао нови модел АЕГ G.III.
Уградњом мотора Mercedes DIV снаге 220 KS, нових елиса, побољшањем аеродинамике смештајући моторе у гондоле и низ других побољшања нови модел је тестиран 1915. године. Захваљујући позитивним оценама са испитивања, авион је добио дозволу за серијску производњу, тако да су први авиони овог модела још исте године уведени у употребу.

## Технички опис
Труп авиона АЕГ G.III је био челичне конструкције направљене од заварених челичних цеви, правоугаоног попречног пресека обложен делом: лимом, шпером или платном. У трупу авиона су биле смештене три кабине у тандем распореду (једна за другом). У првој кабини је био смештен посматрач (извиђач) који је уједно руковао и предњим митрељезом. Пилот је седео у другој кабини док је у трећој кабини седео репни стрелац. На трупу авиона са доње стране у висини крила налазили су се спољни (подвесни) носачи бомби.
Авион АЕГ G.III је имао два линијска шестоцилиндрична мотора 2 х Mercedes DIV снаге 220 KS сваки са воденим хлађењем смештених у гондоле. Гондоле су била метална кућишта смештена између горњих и доњих крила. Поред мотора у њима су били смештени хладњак за расхладну течност, хладњак за уље и резервоари за гориво и уље. Мотори су били окренути у смера кретања авиона па су на вратилима мотора биле постављене дрвене двокраке вучне елисе. Хладњаци за расхладну течност мотора су се налазили између елисе и мотора. Капотаже мотора су обезбеђивале минимални аеродинамички отпор при лету авиона.
Крила су била класичне мешовите конструкције (метал + дрво) са две рамењаче, средње дебелог профила, пресвучена импрегнираним платном. Облик крила је био трапезаст, а димензије горњих и доњих крила су биле исте. Горња и доња крила су била поравната по нападној ивици крила. До нивоа мотора крила су била управна на осу трупа а одатле до крајева су била благо закошена према репу. Крила су између себе била повезана са сваке стране крила са по два пара упорница и затезачима од челичне жице. Крилца за управљање авионом су се налазила само на горњим крилима. Челична конструкција која је носила моторе била је везана за труп авиона, горње и доње крило као и за стајни трап авиона. Овако изведена конструкција је додатно укручивала крила и њихову везу са трупом авиона. Реп авиона је класично изведен са једним вертикалним стабилизатором и кормилом правца и хоризонталним стабилизаторима са кормилима висине и направљени су као и крила, металне конструкције пресвучене платном. Хоризонтални стабилизатори су са доње стране били упорницама ослоњени на труп авиона.
Стајни трап испод сваке гондоле мотора налазио се пар точкова који су носећом челичном конструкцијом била повезана са носећом конструкцијом мотора. Точкови су били насађени на круту фиксну осовину. Испод репа авиона се налазила еластична дрљача као трећа ослона тачка.
Авион је био наоружан са два митраљеза калибра 7,9 mm. Један митраљез је био постављен у кљун авиона за заштиту авиона из предње сфере а други се налазио код другог стрелца који је седео иза пилота, био је окренут ка репу авиона и задатак му је био заштита авиона са задње сфере. Сваки од митраљеза био је снабдевен са по 500 метака. Поред овога авион је могао да понесе до 300 kg бомби.

## Оперативно коришћење
Укупно је произведено 120 авиона АЕГ G.III. Њихово увођење у оперативну службу је почео крајем 1915. и почетком 1916. године. Већи део ових авиона је био распоређен на Балкану. Иако ограничен долетом успео је да постигне важан резултат у септембру 1916. године, када је формација успела да уништи железнички мост преко Дунава код Цернаводе у Румунији.
Своју успешност је овај авион показао и на Западном фронту, међутим тамо ови авиони нису могли да лете без ловачке пратње па пошто су ловци имали мањи радијус дејства од њих, то је умањило њихову ефикасност и ограничавали њихов капацитет.
Авиони АЕГ G.III. су почели интензивно да се замењују на првој линији фронта од септембра 1917. сви преживели авиони су повучени и распоређени у одељења за обуку нових посада.

## Земље које су користиле овај авион
- Немачко царство